# أرت غيروكس
أرت غيروكس هو لاعب هوكي الجليد كندي، ولد في 6 يونيو 1908 في وينيبيغ في كندا، وتوفي في 5 يونيو 1982 في كالغاري في كندا.

## وصلات خارجية
- أرت غيروكس على موقع دوري الهوكي الوطني (الإنجليزية)
- أرت غيروكس على موقع قاعة مشاهير الهوكي (لاعب أن.إتش.أل) (الإنجليزية)
- أرت غيروكس على موقع EliteProspects.com (الإنجليزية)
- أرت غيروكس على موقع HockeyDB.com (الإنجليزية)
- أرت غيروكس على موقع Hockey-Reference.com (الإنجليزية)